# Topołczane (obwód Sliwen)
Topołczane (bułg. Тополчане) – wieś w Bułgarii, w obwodzie Sliwen, w gminie Sliwen. Według danych szacunkowych Ujednoliconego Systemu Ewidencji Ludności oraz Usług Administracyjnych dla Ludności, 15 czerwca 2020 roku miejscowość liczyła 3 363 mieszkańców.